# Larry Mullen Jr.
Lawrence Joseph Mullen Jr. OL (Dublin, 31 de outubro de 1961) é um baterista irlandês, fundador e integrante da banda U2. Foi Larry que colocou, em 1976, o aviso na Mount Temple High School buscando pessoas para formar uma banda, o Feedback, que acabou tornando-se o U2.
Colega de trabalho da artista plástica e ex-mulher Ann Achenson, com quem tem três filhos, Aaron Elvis (1995), Ava Elizabeth (1998) e Ezra (2001). Ele viveu com seus pais e suas irmãs Cecilia e Mary (morta em 1973 num acidente) em Arlene, subúrbio de Dublin. Larry foi matriculado em várias escolas até achar o que queria na Mount Temple  High School. Antes da bateria, tentava tocar piano até que Cecilia o presenteou com sua primeira bateria. Nos primeiros meses do U2, apenas ele sabia tocar realmente. Suas outras "paixões" são Harley-Davidsons e Elvis Presley.
Ele trabalhou em vários projetos fora do U2 durante sua carreira , incluindo uma colaboração com Michael Stipe e Mike Mills do R.E.M. para formar o Automatic Baby em 1993 e trabalhando com o companheiro de banda Adam Clayton na regravação do tema do filme Missão Impossível em 1996. Ele e o U2 tem vários prêmios incluindo 22 prêmios Grammy.

## Biografia
Mullen, a criança do meio e único filho de Larry e Maureen Mullen, nasceu em 31 de outubro de 1961, e foi criado em Artane, lado norte de Dublin, Irlanda. Mullen começou a tocar bateria em 1970, com idade de 9 anos, sob a instrução de um baterista irlandês chamado Joe Bonnie e depois, sua filha, Monica. A irmã mais nova de Mullen, Mary, morreu em 1973, e sua mãe morreu num acidente de carro em 1976, o mesmo ano em que o U2 foi fundado.
Antes de fundar o U2, Mullen estava envolvido numa banda que tocava músicas militares, chamada "The Artane Boys Band", contribuindo para as "batidas militares" comuns no trabalho do baterista como na canção "Sunday Bloody Sunday". Mullen fundou o U2 no final de 1976 quando colocou um aviso na "Mount Temple Comprehensive High School", sua escola, dizendo algo como "baterista procura músicos para formar banda". A banda, primeiramente era formada por Mullen, Paul "Bono" Hewson, David "The Edge" Evans, e seu irmão Dick Evans, Adam Clayton, e amigos de Mullen, Ivan McCormick e Peter Martin, primeiramente conhecida como "The Larry's Mullen Band", mas o nome rapidamente foi mudado para "Feedback", como aquele que sabe de termos musicais, que entende e consequentemente "The Hype". Logo depois da banda formada, McCormick e Martin deixaram a banda.
Eles participaram de um concurso de talentos em Limerick, Irlanda, com o nome de "The Hype". Venceram o concurso com a música "U23", cantada em homenagem a Dick Evans, que havia deixado a banda. Eles venceram e gravaram sua primeira demo, mas Steve Averill, um crítico conhecido da época, disse que o nome da banda não prestava, o que fez com que Adam desse a ideia de alterar o nome da banda para "U2" por causa do "Lockheed U-2", um caça-espião usado pelos EUA durante a Guerra Fria, abatido pela URSS dias antes do nascimento de Bono. O nome foi aceito por unanimidade e é o nome oficial até hoje.
Com o U2 mais popular, Mullen adicionou o "Junior" para seu nome para parar a confusão com seu pai (também Larry Mullen), que recebeu muitas contas que seriam para seu filho. Mullen não é casado, mas vive com sua namorada, Ann Acheson há mais de 30 anos. Ele é conhecido por ser "o freio da banda", e prefere deixar para os outros membros os holofotes das entrevistas.
Mullen também tocou sintetizador ou teclados em algumas músicas, incluindo "United Colours" do Original Soundtracks 1, de 1995, um álbum que ele nunca gostou.
A 21 de Abril de 2005 foi feito Oficial da Ordem da Liberdade de Portugal.

## Estilo e técnicas
"As pessoas dizem, "Porque não dá entrevistas? O que você acha sobre isso? O que você acha sobre aquilo?" Meu trabalho na banda é tocar bateria, acordar a banda no palco e manter a banda junta. É isso que faço. No final do dia, isso é tudo que é importante. Qualquer coisa a mais é irrelevante.

— Larry Mullen Jr.

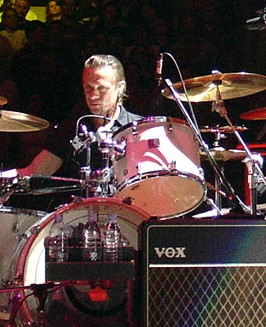
Apresentação de Larry em 2007.

Depois de formar os U2, o estilo de Larry tocar e técnicas começaram a desenvolver. No início da banda suas contribuições para a banda foram geralmente limitadas a "fills and drum rolls", mas ele envolveu-se mais em compor mais cancões depois, particularmente em conjunto com Adam Clayton, seu parceiro na seção de ritmo, com quem colaborou em projetos solo. Quando a banda estava assinando contrato com a CBS Records, eles mencionaram em tirar Larry da banda. Depois, a banda recusou e não foi assinado nada. Ele não estava, e como resultado seu jeito de tocar bateria, se tornou mais integrado nas estruturas das cancões.
Durante a gravação do álbum Pop em 1996, Mullen sofreu com vários problemas de coluna. A gravação foi deixada de lado durante a cirurgia. Quando ele deixou o hospital, voltou ao estúdio para encontrar o resto da banda experimentando com máquinas de bateria eletrônicas, algo dirigido amplamente pelo interesse do The Edge pelo dance e hip-hop, e, dado a seu repouso depois da operação, ele finalmente continuou a usar com The Edge as "drum machines", que contribuíram fortemente para o estilo eletrônico do álbum.

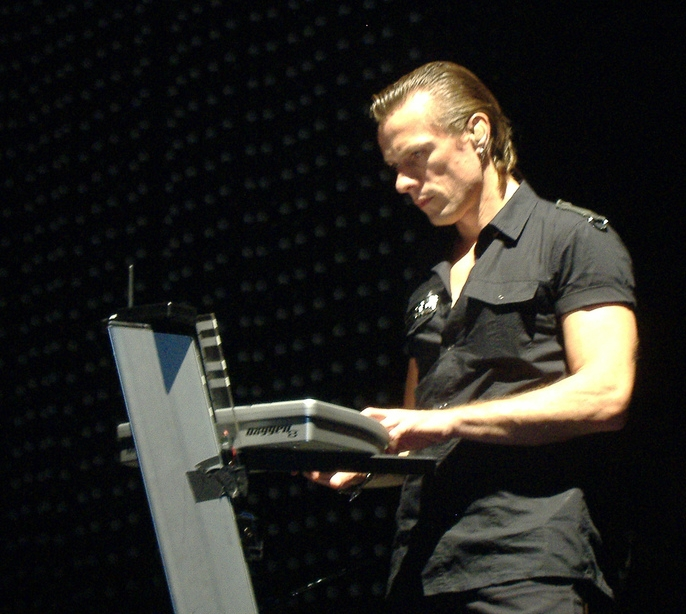
Larry tocando teclado.

Ao longo de sua carreira, Larry tem tido problemas de tendinite. Para reduzir a inflamação e dor  ele usa "Pro-Mark drumsticks" especialmente desenhadas. Ele usa Yamaha drums e Paiste cymbals. Ele ocupou a posição de número #21 pela lista da Stylus Magazine's como um dos 50 melhores bateristas do Rock.

## Projetos solo
Mullen trabalhou em muitos projetos solo, em sua carreira, incluindo colaboraçãoes com Maria McKee, Nancy Griffith, e o produtor do U2, Daniel Lanois. Mullen tocou bateria em muitas das canções do álbum de 1995 de Emmylou Harrism, chamado Wrecking Ball. Mullen, junto com seu colega de banda Adam Clayton, regravou a faixa para o remake de 1996 de Missão Impossível, incluindo o tema principal o qual o tempo foi mudado do original para um mais fácil e mais "dançável". O Tema de "Missão Impossível" alcançou número #8 Billboard dos Estados Unidos, e foi indicado para um prêmio de Grammy na categoria "Melhor Performance Instrumental Pop".
Mullen trabalhou com o produtor Daniel Lanois em seu álbum Acadie. Mullen e Adam também colaboraram com Mike Mills e Michael Stipe, mebros da banda R.E.M., para formar a performance de um grupo chamada Automatic Baby. O nome do grupo refere-se ao título dos álbuns de ambas bandas, Achtung Baby de 1991, de U2, e Automatic for the People, de 1992, do R.E.M..

## Configuração do kit
- Paiste série Signature:
  - 16" power crash
  - 17" power crash
  - 18" power crash
  - 18" full crash
  - 22" power ride
  - 14" heavy hi-hat/sound-edge hi-hat.
- Baterias Yamaha (Larry usa diferentes kits para diferentes tours, mas todos são parecidos):
  - 14" mounted tom
  - 16" floor toms x 2 (one left of the hi-hat, one right of the snare drum)
  - 14" snare drum
  - 24"/22" kick drum.
- Modelos usados por Larry:
  - 360º tour - Yamaha PHX Series (The Phoenix)
  - Vertigo tour - Yamaha Absolute BIRCH Custom
  - Elevation tour - Yamaha BIRCH Custom
  - Popmart - 30th Anniversary Maple Custom kit
  - ZOOTV - Yamaha Maple Custom
  - War/outras tours - Yamaha Maple Custom
- Pro-mark 5A Japanese Oak Ddrumsticks.[13]